# Люксембург на літніх Олімпійських іграх 1900
Люксембург брав участь на літніх Олімпійських іграх 1900 і був представлений одним спортсменом у легкій атлетиці, який переміг в одній дисципліні. Однак МОК офіційно не включає до списку країн-учасниць державу, тому першим виступом вважається 1912 рік, а нагороду офіційно присуджено іншій країні (Франція).

## Медалісти

### Золото
|   |              |                          |
| № | Спортсмени   | Вид спорту (дисципліна)  |
| 1 | Мішель Теато | Легка атлетика (марафон) |

## Результати змагань

### Легка атлетика
Жозеф Бартель є першим олімпійським чемпіоном Люксембургу, але за 52 роки до його титулу Мішель Теато виграв олімпійський марафон.  Оскільки він представляв французький клуб, завжди вважалося, що він француз.  Проте люксембурзькі історики спорту виявили, що він народився в Люксембурзі. Попри те, що він переїхав до Парижа і жив там до своєї смерті в 1923 році, він ніколи не подавав документів на отримання французького громадянства.
| Змагання | Спортсмен    | Фінал     | Фінал |
| Змагання | Спортсмен    | Результат | Місце |
| -------- | ------------ | --------- | ----- |
| Марафон  | Мішель Теато | 2:59:45,0 | 1     |